# Vogrinec
Vogrinec je priimek več znanih Slovencev:
- Aljaž Vogrinec (*1984), telovadec; akrobatski smučar, trener?
- Anton Vogrinec (1873—1947), rimskokatoliški duhovnik, teolog, župnik (Libeliče)
- Danica Vogrinec (1920—1972), partizanka, socialna delavka
- Dejan Vogrinec (*1978), judoist
- Feri Vogrinec (1924—1987), gopodarstvenik
- Silvester Vogrinec (*1963), pisatelj, pesnik, publicist
- Tone Vogrinec (*1942), smučarski trener, smučarski funkcionar